# Rio Hopkins
O rio Hopkins é um rio perene da bacia hidrográfica de Glenelg Hopkins, está localizado no distrito oeste de Vitória, na Austrália.